# Нарынский район (Кыргызстан)
Нары́нский райо́н (кирг. Нарын району) (в 1962—2004 годах — Тянь-Шаньский район (кирг. Тянь-Шань району)) — район Нарынской области Кыргызстана. Административный центр — город Нарын, который в состав района не входит.

## История
До середины XIX века на территории района постоянных поселений практически не было. Встречались небольшие укрепления, в которых могли укрыться купцы, идущие Великим Шёлковым путём, и кочевья. Появление населённых пунктов связывают с хозяйственным освоением региона по инициативе российской и советской власти.
22 марта 1944 года 4 сельсовета Нарынского района были переданы в новый Куланакский район. 29 октября 1958 года к Нарынскому району была присоединена часть территории упразднённого Куланакского район.

## География
Район расположен в центральной и восточной частях Нарынской области. Граничит на востоке с Иссык-Кульской областью Кыргызстана.

## Население
По данным переписи населения Кыргызстана 2009 года, в районе проживало 44 080 человек, в том числе киргизы составили 44 003 человека или 99,8 % населения.

## Административно-территориальное деление
В состав района входят 15 аильных (сельских) округов, 41 аил (село):
1. Ак-Кудукский — с. Восьмое-Марта (центр), Ак-Кудук, Шоро;
2. Джан-Булакский — с. Джан-Булак (центр);
3. Джергеталский — с. Джергетал (центр), Джалгыз-Терек, Кызыл-Джылдыз;
4. Дебелинский — с. Дебелюу (центр), Алыш, Кенеш;
5. Казан-Куйганский — с. Казан-Куйган (центр), Кара-Ункюр;
6. Кара-Куджурский — с. Лакол (центр), Джер-Кечкю;
7. Мин-Булакский — с. Им. Куйбышева (центр), Мин-Булак, Орнок;
8. Он-Арчинский — с. Эчки-Башы (центр), Оттук;
9. Ортокский — с. Таш-Башат (центр), Кайынды, Орюк-Там, Эки-Нарын, Тамды-Суу;
10. Сары-Ойский — с. Жылан-Арык (центр), Сары-Ой;
11. Учкунский — с. Куланак (центр), Учкун;
12. Чет-Нуринский — с. Орто-Нура (центр), Ак-Булун, Ак-Кыя, Ийри-Суу, Орто-Саз, Орюк-Там (часть), Чет-Нура, Тош-Булак;
13. Эмгек-Талинский — с. Ак-Талаа (центр), Тегерек, Эмгек-Талаа;
14. Эмгекчильский — с. Эмгекчил (центр);
15. Достукский — с. Достук (центр);